# Uld-Kreta
|  | Denne artikel er oprettet af botten Steenthbot ud fra en ekstern database. Den kan derfor have sproglige fejl eller mangler. Denne skabelon kan fjernes efter kontrol af indholdet. |

Uld-Kreta er en dansk dokumentarfilm fra 1975 instrueret af Ole Schelde efter eget manuskript.

## Handling
Uldfremstilling efter traditionen på Kreta. Fåreulden væves til tæpper til turisterne, som ankommer i busser.